# Kanaren-Langohr
Das Kanaren-Langohr (Plecotus teneriffae) ist eine Fledermausart aus der Gattung der Langohrfledermäuse (Plecotus) innerhalb der Familie der Glattnasen (Vespertilionidae). 

## Merkmale
Das Kanaren-Langohr ist mit einer Kopf-Rumpf-Länge von 46 bis 57 mm, einer Schwanzlänge von 46 bis 52 mm und einer Unterarmlänge von 40 bis 46 mm etwas größer als die beiden europäischen Arten Braunes Langohr (Plecotus auritus) und Graues Langohr (Plecotus austriacus). Ihr Fell sowie die Ohren, der Tragus, das Gesicht und die Flughäute sind durchweg dunkelgrau gefärbt, wobei der Bauch deutlich heller als die Rückenseite ist. Das Ohr hat eine Länge von 39 bis 41 mm.
Im Vergleich mit den beiden weiteren europäischen Langohrarten besitzt sie Merkmale wie die Daumenlänge von 5,5 bis 6,9 mm und die Form des Baculum, die eher dem Braunen Langohr ähneln, während die meisten Schädelmaße dagegen dem Grauen Langohr entsprechen.

## Verbreitung und Lebensraum
Die Fledermaus ist auf den Kanarischen Inseln endemisch, genauer auf den Inseln Teneriffa, La Palma und El Hierro. Für La Gomera werden Vorkommen angenommen.
Sie kommt vor allem in den Höhenlagen der Inseln bis in eine Höhe von 2.300 Metern vor, sowohl in den Lorbeerwäldern als auch in den Felsgebieten und den Ortschaften. Ihre Quartiere befinden sich in vulkanisch gebildeten Lavahöhlen und Felsspalten, können jedoch auch in Gebäuden vorhanden sein.

## Lebensweise
Die Fledermäuse ernähren sich von Schmetterlingen und anderen großen Insekten, darunter Eulenfalter (Noctuidae), Spanner (Geometridae), Augenfalter (Satyrinae) und Bockkäfer (Cerambycidae). Sie sind von der Abenddämmerung bis zum Morgen aktiv.
Die Paarungszeit des Kanaren-Langohrs beginnt im September. Im Juni und Juli werden Wochenstuben mit bis zu 40 Weibchen gebildet. Dabei erreichen die Weibchen ihre Geschlechtsreife wahrscheinlich erst im 2. Lebensjahr und bringen in einer Fortpflanzungsperiode wahrscheinlich ein Jungtier zur Welt.
Über Wanderungen der Art liegen keine Daten vor, ebenso über einen Winterschlaf. Allerdings wurden Aktivitäten in einer Höhle am Teide bei -3 °C beobachtet.

## Systematik
Systematisch wurde sie zunächst als Unterart des Grauen Langohrs geführt, ehe ihr Artstatus zuerkannt wurde. In manchen jüngeren Systematiken wird sie mit dem Balkan-Langohr (Plecotus kolombatovici) und dem Nordwestafrikanischen Langohr (Plecotus gaisleri) zu einer gemeinsamen Art, Plecotus teneriffae, zusammengefasst.

## Belege
1. 1 2 3 4 5 6 7  Wilfried Schober, Eckhard Grimmberger: Die Fledermäuse Europas – Kennen, bestimmen, schützen. 2. aktualisierte Auflage, Franckh-Kosmos Verlags-GmbH, Stuttgart 1998; Seiten 190–191. ISBN 3-440-07597-4.

## Weblink
- Plecotus teneriffae in der Roten Liste gefährdeter Arten der IUCN 2013.1. Eingestellt von: Aulagnier, S., Juste, J., Palmeirim, J. & Alcaldé, J.T., 2008. Abgerufen am 13. Oktober 2013.